# Lisa with an 'S'
«Lisa with an 'S'» (укр. «Ліса через 'С'») — сьома серія двадцять сьомого сезону мультсеріалу «Сімпсони», прем'єра якої відбулась 22 листопада 2015 року у США на телеканалі «Fox».

## Сюжет
Гомер, Мо, Ленні, Карл і Барні готуються до вечора покеру в таверні Мо. Перед відходом, Гомер обіцяє Лісі, що, якщо він виграє, він оплатить її відвідування елітного музичного табору, до якого її прийняли.
Однак Гомер зазнає невдачі і, в результаті, програє 5 тисяч доларів легенді Бродвею Лейні Фонтейн, яка зустрічається з Мо. Намагаючись переконати Лейні пробачити борг, він запрошує її на вечерю, щоб показати їй, наскільки Сімпсони нещасні.
Лейні везе Лісу до Нью-Йорка, де вони познайомилися з колишнім викладачем балету Ліси Чаззом Басбі. Вона легко проходить прослуховування і потрапляє до одного з бродвейських шоу. Пізніше, під час розмови по «Skype», Мардж визначає, що Ліса — не в хорошому місці, і вирішує взяти сім'ю до Нью-Йорка, щоб повернути дівчинку.
Дорогою до «Великого яблука» сім'я стикається з кузеном-амішем Неда Фландерса Якобом в Пенсільванії, який вважає Неда «ультралібералом» і чорною вівцею, оскільки він живе в сучасному світі. У Нью-Йорку Сімпсони і навіть Мардж усвідомлюють, що Ліса вписується прямо у світ шоу-бізнесу на Бродвеї. Вони вирішують повернутися до Спрінґфілда без неї. Лейні бачить жертву Мардж і негайно виганяє Лісу з шоу, оскільки тій «аплодували голосніше». Ліса вільна повертається додому із Сімпсонами.
У фінальній сцені («неважливому закінченні») Гомер приводить Якоба до Неда, де змушує Неда зрозуміти, що він винен у гордості. Обидва кузени миряться, обіймаючи Гомера, на його досаду.

## Цікаві факти і культурні відсилання
- На вивісці Бродвейського театру зображено символ Ейфелевої вежі як данина жертвами терористичних актів в Парижі 13 листопада 2015 року[1].

## Ставлення критиків і глядачів
Під час прем'єри серію переглянули 5,64 млн осіб з рейтингом 2.3, що зробило її найпопулярнішим шоу на каналі «Fox» тієї ночі.
Денніс Перкінс з «The A.V. Club» дав серії оцінку C+, сказавши:
|  | Серія просто існує. Це не було жахливо чи лютувало — хоча б залишалося, про що поговорити. Цей епізод був просто… там. |

Згідно з голосуванням на сайті The NoHomers Club більшість фанатів оцінили серію на 2/5 із середньою оцінкою 2,56/5.